# Paracladopelma faeroensis
Paracladopelma faeroensis är en tvåvingeart som först beskrevs av Jean-Jacques Kieffer 1915.  Paracladopelma faeroensis ingår i släktet Paracladopelma och familjen fjädermyggor. Inga underarter finns listade i Catalogue of Life.